# Antika makedoniska kalendern
Den antika makedoniska kalendern är en lunisolarkalender som användes i antikens Makedonien under det 1:a millenniet f.Kr.

## Beskrivning
Den bestod av 12 synodiska månader (det vill säga 354 dagar per år), som behövde skottmånader för att stanna i takt med årstiderna. Med tiden utsträcktes användningen av kalendern över hela den hellenistiska världen, totalt sju inskjutna månader (embolimoi) lades till vart 19:e år enligt Metons cykel. Namnen på månaderna i den antika makedonska kalendern var i bruk i Syrien även under den kristna eran. Den makedoniska kalendern var i grunden den babyloniska kalendern ersatt med makedonska namn i stället för babyloniska . I inskriptioner från Dekapolis i Jordanien från 500-talet började den makedonska solkalendern med månaden Audynaeus . Solkalendern ersattes senare av den julianska kalendern. I det romerska Makedonien användes båda kalendrarna. Det är belagt i inskriptioner med det romerska namnet Kalandôn (genitiv Καλανδῶν calendae) och det makedonska Hellenikei (dativ Ἑλληνικῇ Hellenistum) . Slutligen en inskription från Kassandria  från ca. f.Kr med en månad Athenaion (Ἀθηναιῶν) antyder att vissa städer kan ha haft egna månader även efter den makedonska expansionen, under 300-talet f.Kr.

## Månader
- Dios (Δίος) motsvarar oktober månad.
- Apellaios (Απελλαίος) november, också en dorisk månad. Apellaiōn var en tinosisk månad.
- Audunaios eller Audnaios (Αυδυναίος eller Αυδναίος) december, även en kretensisk månad.
- Peritios (Περίτιος) januari (och en festival i månaden Peritia)
- Dystros (Δύστρος) februari.
- Xandikos eller Xanthikos (Ξανδικός eller Ξανθικός) mars, (och en festival i månaden, Xanthika, rening av armén, Hesychius av Alexandria)
  - Xandikos Embolimos (Ξανδικός Εμβόλιμος), läggs till 6 gånger under en 19-årscykel.
- Artemisios eller Artamitios (Αρτεμίσιος eller Αρταμίτιος) april, även en spartansk, rhodisk och epidaurisk månad. Artemision var en jonisk månad.
- Daisios (Δαίσιος) maj.
- Panēmos eller Panamos (Πάνημος eller Πάναμος) juni, även en epidaurisk , milesisk, samisk och korinthisk månad.
- Lōios (Λώιος) juli, Homolōios (Ομολώιος) var en aitolisk, boiotisk och thessalisk månad.
- Gorpiaios (Γορπιαίος) augusti.
- Hyperberetaios (Υπερβερεταίος) september. Hyperberetos var en kretensisk månad.
  - Hyperberetaios Embolimos (Υπερβερεταίος Εμβόλιμος) läggs till en gång under en 19-årscykel.